# Paphnutius von Ägypten

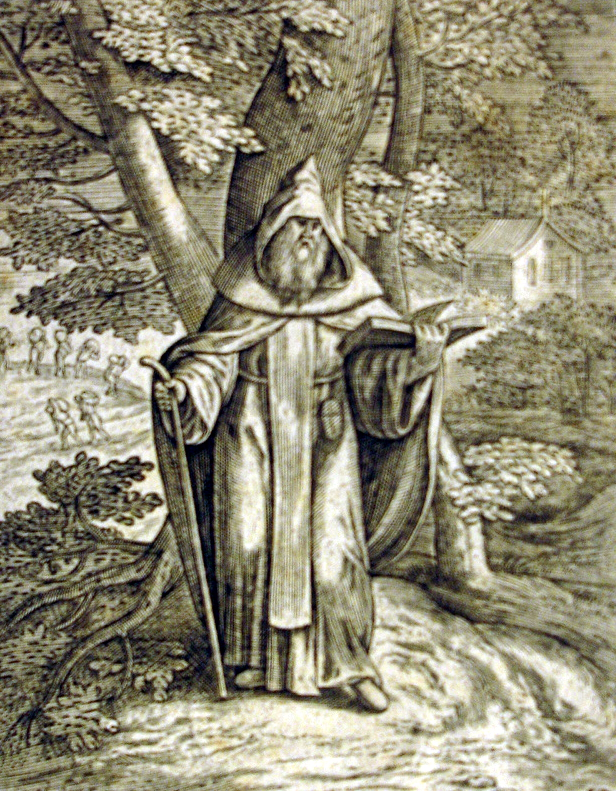
Hl. Paphnutius. Kupferstich, wohl aus dem 17/18 Jh., Privatsammlung.

Paphnutius von Ägypten, auch Paphnutios, (* in Ägypten; † um 360) war ein christlicher Bekenner, Abt und Bischof der oberen Thebais.

## Leben
Um 308 wurden ihm seines Glaubens wegen in der Christenverfolgung (303–312/13) unter Kaiser Maximinus Daia ein Auge ausgestochen und die Sehnen der linken Kniekehle durchtrennt. Anschließend musste er für drei Jahre als Zwangsarbeiter in einem Bergwerk arbeiten. Im Jahre 311 wurde er befreit, lebte vermutlich als Mönch bei Antonius dem Großen und wurde einige Jahre später zum Bischof der oberen Thebais gewählt. Er bekämpfte den Arianismus, den er auch beim ersten Konzil von Nicäa heftig verurteilte. Er war beim Volk äußerst beliebt. Johannes Cassianus führt in seinen Vierundzwanzig Unterredungen mit den Vätern (Collationes patrum) zahlreiche Episoden aus dem Leben des Paphnutius an.
Paphnutius ist koptisch und bedeutet übersetzt der (zu) Gott Gehörende. Geläufig ist auch die latinisierte Variante Pamenutius, u. a. bei der Wegkapelle am Schaidasattel.
Er gilt als Patron der Bergleute. Sein katholischer Gedenktag ist der 11. September, der orthodoxe der 12. Juni und der koptische der 9. Februar und 1. Mai.
Hrotsvit von Gandersheim schrieb 965 eine Dialoglegende über Paphnutius.

## Die Paphnutius-Legende
Socrates Scholasticus berichtet über das (angebliche) Auftreten des Paphnutius auf dem Konzil von Nicäa, wo sich Paphnutius gegen den Zölibat der Kleriker aussprach. Socrates schreibt:

„Es gefiel den Bischöfen, ein neues Gesetz in der Kirche einzuführen, dass die Kleriker, nämlich die Bischöfe, Presbyter und Diakone, nicht mehr ihren Frauen, die sie noch als Laien geheiratet hatten, beiwohnen (sollten). Und als man darüber beratschlagte, stand Paphnutios inmitten der Bischofsversammlung auf und setzte sich vehement dafür ein, den Klerikern keine zu schweren Lasten aufzubürden. Ehrbar sei das Ehebett und die Ehe makellos.“

Die Episode gilt seit den Forschungen von Friedhelm Winkelmann als spätere Legende. Gegen die Historizität spricht, dass es in anderen Quellen weder Hinweise darauf gibt, dass das Konzil über die Enthaltsamkeit des Klerus verhandelte, noch, dass Paphnutius auf dem Konzil eine Rede hielt. Auch Athanasius der Große, ein anderer Kämpfer gegen den Arianismus, erwähnt ihn nicht; laut Winkelmann stellt das auch Paphnutius’ Teilnahme am Konzil insgesamt in Frage. Theodoret von Kyrrhos nennt in seiner Kirchengeschichte zwar einen Paphnutius als Teilnehmer des nizänischen Konzils, erwähnt aber nicht seine Rede. Winkelmann nimmt an, dass die Erzählungen über Paphnutius den Leben von zwei Männern dieses Namens entnommen und miteinander verflochten wurden, wodurch eine legendäre dritte Person entstand. Diese Paphnutius-Legende scheint nicht vor Ende des 4. Jahrhunderts aufgekommen zu sein. Stefan Heid vermutet als Urheber der Legende die Novatianer.